# Borșa

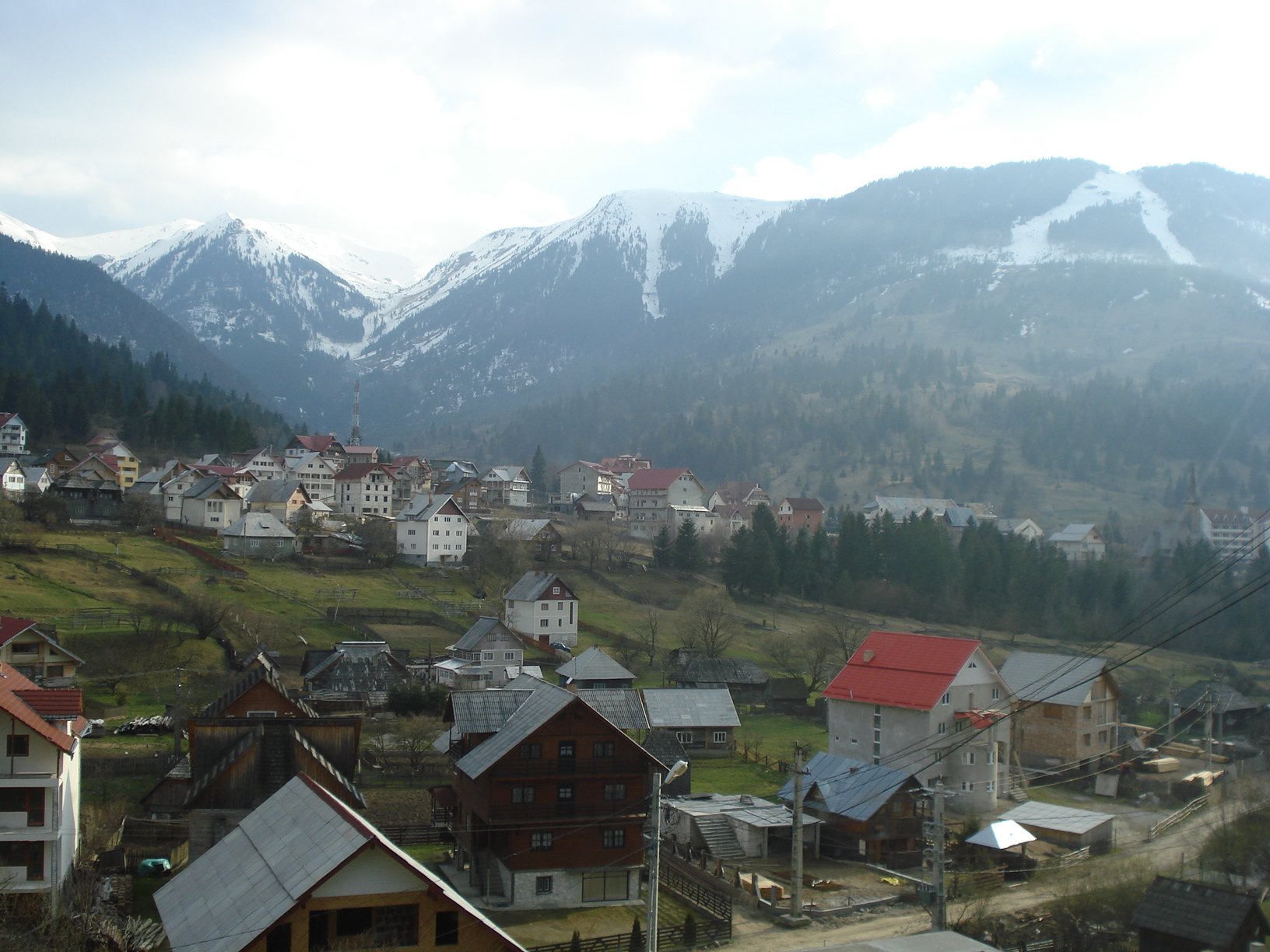
Borşa é uma cidade no condado de Maramureş. O local está localizado no vale do rio Vişeu, no sopé das montanhas Rodna, no norte da Romênia.

Borșa é uma cidade (oraș) da Roménia com 27247 habitantes, localizada no județ (distrito) de Maramureș.